# 中間長吻鰩
中間長吻鰩（學名：Dipturus intermdius），為軟骨魚綱鰩目鰩科長吻鰩屬的一種，被IUCN列為極危保育類動物。1837年，英國醫生兼博物學家理查德·帕內爾首次將該物種正式描述為Raia intermedia，其模式產地為蘇格蘭北海福斯灣。直到2010年，D. intermedius一直被視為 D. batis的同義詞，2010年的分子研究證實，兩個是不同的物種。分布於東北大西洋冰島至不列顛群島海域，深度1至1500公尺，本魚吻部長而尖，吻長為眼眶直徑的3.7至5.1倍，體盤的形狀大致為菱形，具有深凹的前緣，尾部中央有一排棘，位於背鰭前方，尾部兩側的棘指向頭部。幼魚的盤面光滑，翼尖之間的距離約為總長度的2.4倍，幼魚時身體上表面為深橄欖綠色，帶有淺色小斑點，成年時變為灰褐色，腹面呈灰色或白色，虹膜是橄欖綠色，體長可達285公分，體重可達113公斤，為世界上最大型的鰩魚之一，棲息在大陸棚及大陸坡沙泥底質海域，為底棲性魚類，肉食性，以底棲無脊椎動物與魚類為食，卵生，生活習性不明。